# Evergestis rimosalis
Evergestis rimosalis är en fjärilsart som beskrevs av Achille Guenée 1854. Evergestis rimosalis ingår i släktet Evergestis och familjen Crambidae. Inga underarter finns listade i Catalogue of Life.

## Bildgalleri

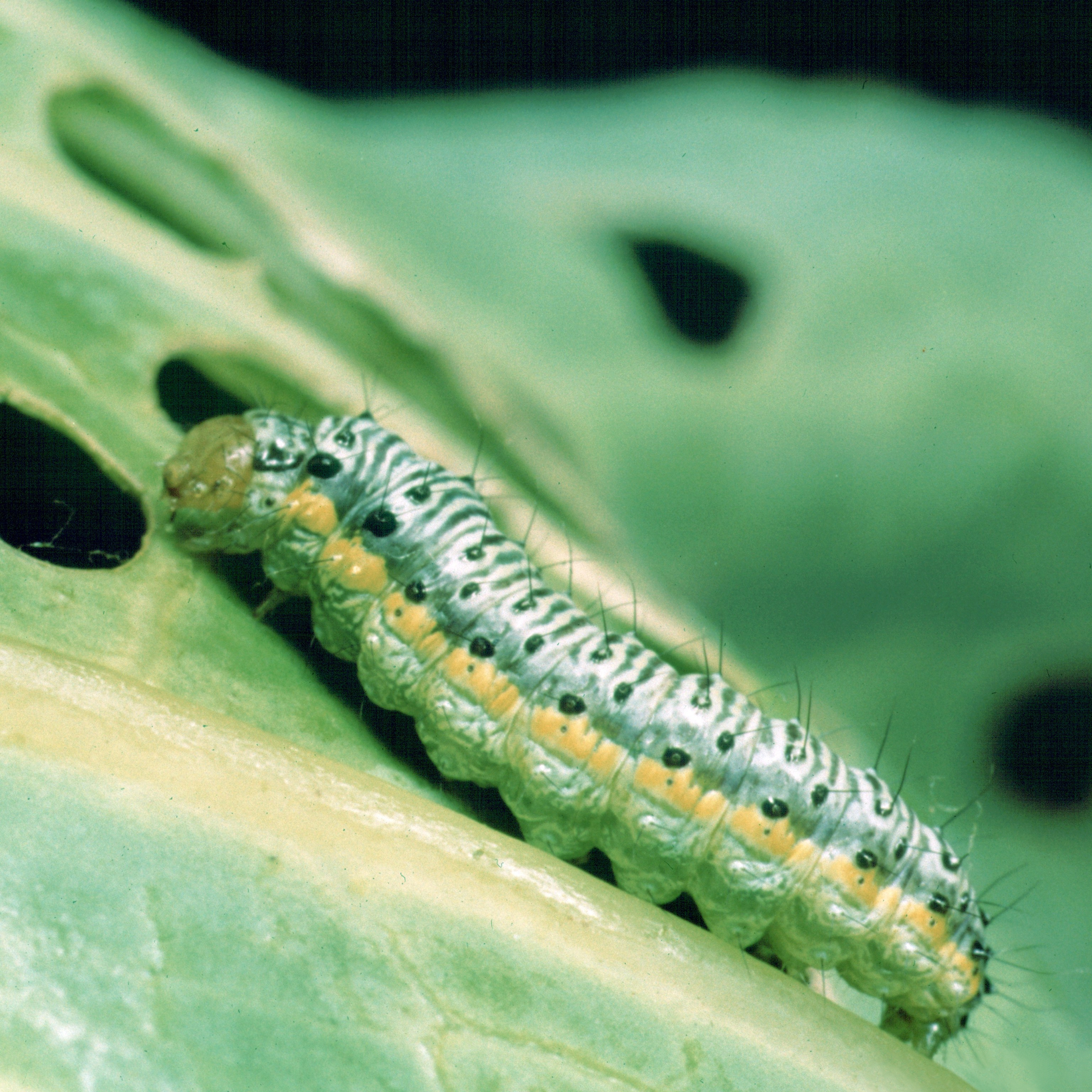
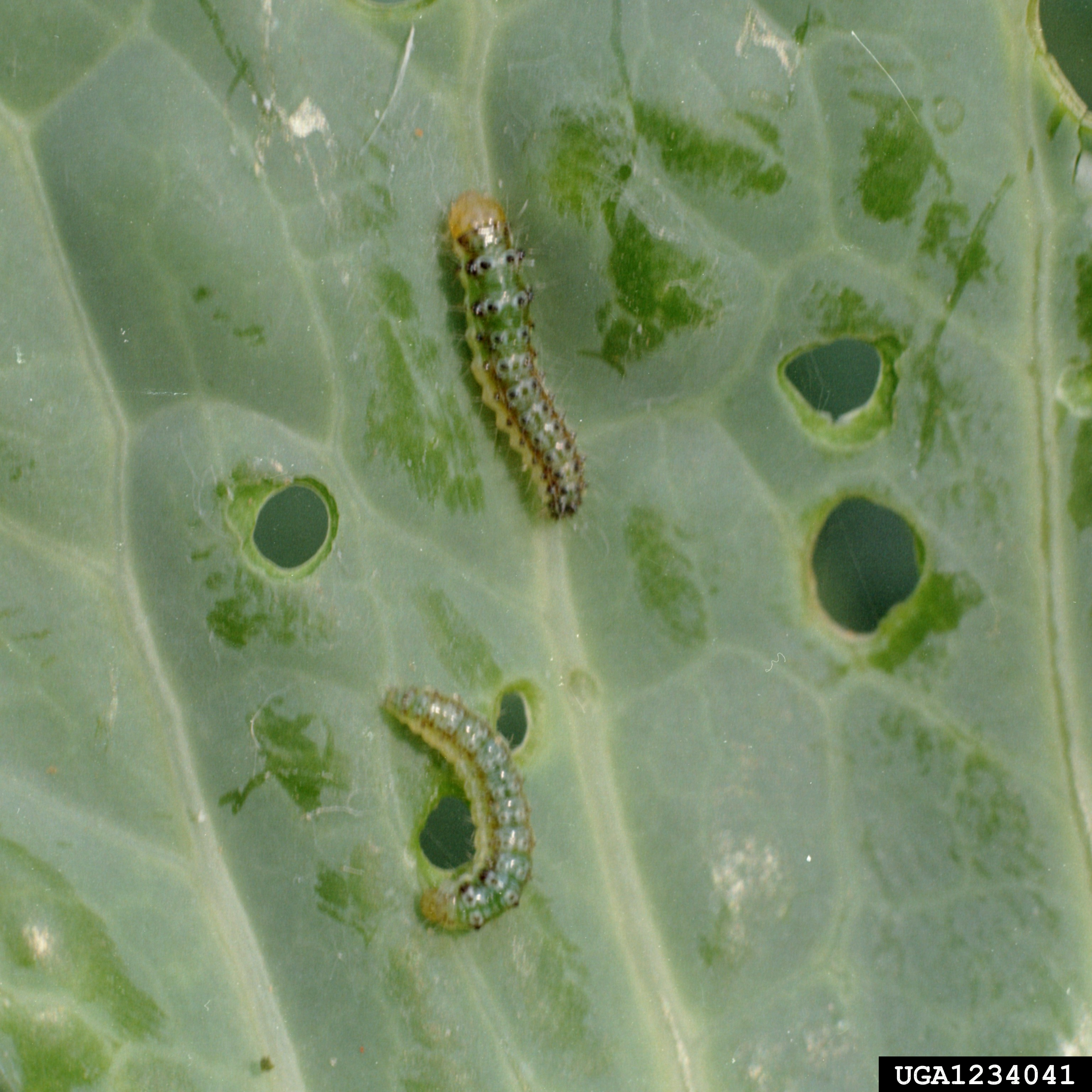
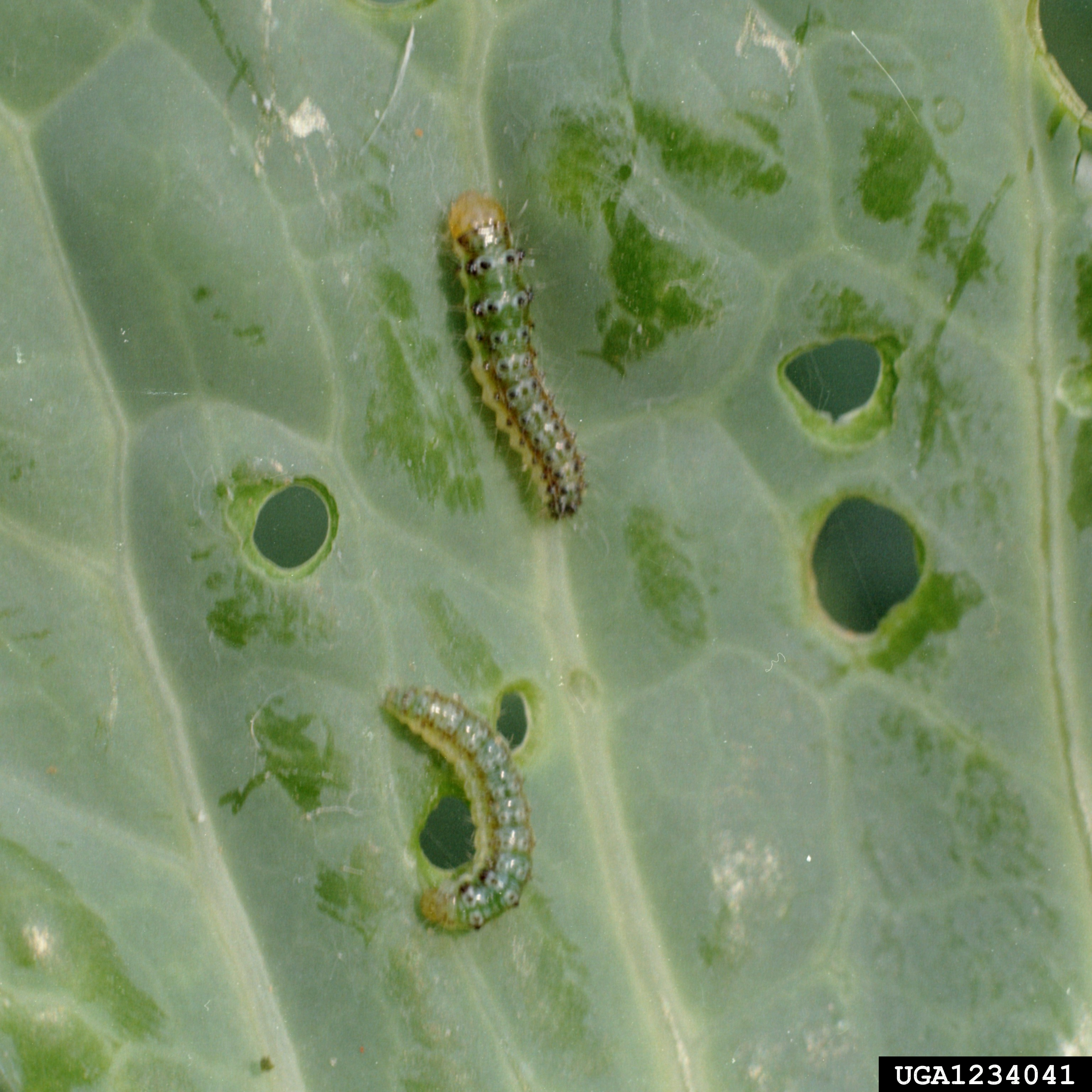